# Gryon cornutum
Gryon cornutum är en stekelart som beskrevs av Kononova och Pyotr N.Petrov 2001. Gryon cornutum ingår i släktet Gryon och familjen Scelionidae. Inga underarter finns listade i Catalogue of Life.